# Ikigami
Ikigami (イキガミ?) è un  manga seinen scritto da Motorō Mase e pubblicato aperiodicamente sul settimanale giapponese Weekly Young Sunday. 
Il manga è nato come one-shot nel 2004 per poi diventare un aperiodico dal 2005 al 2012.
 Il manga si è concluso il 23 gennaio 2012 con il ventesimo episodio, raccolto nello stesso anno nel decimo e ultimo volume della serie.
L'edizione italiana è stata pubblicata da Planet Manga, divisione della Panini Comics, con cadenza aperiodica a partire dal 31 maggio 2007. Il decimo e ultimo volume è stato pubblicato il 28 marzo 2013.
Un film di produzione giapponese tratto dal manga è stato realizzato nel 2008, con Shōta Matsuda che interpreta la parte di Kengo.

## Trama
In una società senza guerra, lo Stato condanna casualmente 1 cittadino su 1000 alla morte fra i 18 e i 24 anni. Il fine dichiarato è l'aumento della "produttività sociale" spingendo i giovani a vivere ogni giorno come fosse l'ultimo, e la Legge sulla Prosperità Nazionale pretende di realizzarlo attraverso l'inoculazione di letali nanocapsule, inserite a campione in un omonimo vaccino somministrato a ciascun cittadino al primo anno delle elementari, che esploderanno in una data predeterminata nella fascia d'età suddetta. Alla famiglia del condannato, considerato alla stregua di un eroe, lo Stato riconosce una pensione di prosperità nazionale, salvo il caso in cui il giovane si dimostri indegno commettendo reati nelle 24 ore prima della morte.
Superata l'età di 24 anni, Kengo Fujimoto inizia la sua carriera come impiegato all'anagrafe del quartiere Musashigawa. Il suo compito è notificare gli avvisi di decesso (ikigami) agli ignari cittadini predestinati solo 24 ore prima del decesso programmato. La consegna degli avvisi scatena nelle vittime predestinate reazioni diverse unite dalla disperazione. Fujimoto tenterà ripetutamente di accettare il proprio ruolo di messaggero di morte con motivazioni diverse, maturando di caso in caso un giudizio critico sulla legge e sul cinico apparato di cui fa parte.
In ogni tankōbon vengono narrati fatti significativi della vita trascorsa e le ultime ventiquattro ore di due vittime, ovvero da quando ricevono l'avviso di decesso a quando muoiono.

## Personaggi
Kengo Fujimoto (藤本賢吾?, Fujimoto Kengo)
Venticinquenne, è il trait d'union dell'opera: il suo compito è quello di consegnare gli ikigami alle persone che sono destinate a morire, ventiquattr'ore prima del loro decesso. In realtà, pur facendo il mestiere di messaggero, egli non crede nella Legge, pur non potendo dirlo in pubblico.
Ishii (石井?, Ishii)
Il capo di Fujimoto, è lui a consegnare al suo sottoposto gli ikigami, i quali non sono mai più di 4 al mese. In segreto, rivela a Fujimoto di aver avuto anche lui gli stessi dubbi del suo sottoposto riguardo alla Legge, ma di non averci potuto fare niente.

## Terminologia
Kokka Han'ei Iji Hō (国家繁栄維持法? lett. Legge per la Prosperità Nazionale)
È una legge emanata dal governo per incitare i propri cittadini a vivere la propria vita al massimo. All'interno del vaccino di un cittadino ogni 1000 viene inserita una capsula che va a depositarsi nel cuore, per poi esplodere anni dopo. Un incaricato del governo ha la responsabilità di avvisare le vittime 24 ore prima del loro decesso.
Ikigami (逝紙? lett. Annuncio di Morte)
Gli ikigami sono documenti consegnati alle persone per informarle del loro prossimo decesso.
Kokuhan Izoku Nenkin (国繁遺族年金? lett. Pensione per la Prosperità Nazionale)
Si tratta di una sorta di "pensione di invalidità", alla quale hanno diritto le famiglie di coloro i quali sono rimasti vittime della Legge. Tuttavia, se nelle sue ultime 24 ore di vita è stato compiuto un atto illegale, come l'omicidio, si perde il diritto alla Pensione.

## Film
Il 27 settembre 2008 è uscito nei cinema giapponesi il Live Action di questo manga, diretto da Tomoyuki Takimoto e alla cui stesura del soggetto ha collaborato lo stesso Motorō Mase. Fra le 53 società candidate alla produzione del film, è stata scelta la TBS. Le riprese sono partite il 3 aprile 2008. La trama riprende tre storie del manga, per la precisione quelle di Tanabe Tsubasa (Un cantante di strada che deciderà di morire davanti alle telecamere), Takizawa Naoki (la cui madre sfrutterà la condanna del figlio e il suo tentato suicidio come pubblicità per le elezioni comunali a cui partecipa) e di Iizuka Satoshi (che prima di morire donerà le sue cornee alla sorella cieca, senza metterla al corrente di essere lui il donatore, e di essere destinato alla morte). Il film è stato girato prevalentemente a Chiba e nei quartieri di Hachiōji e Roppongi a Tokyo.

### Cast
- Shōta Matsuda - Kengo
- Akira Emoto - Hidekazu
- Takashi Sasano - Chief Ishii
- Hitori Gekigan - Shimada
- Yuta Kanai - Tsubasa
- Takashi Tsukamoto - Hidezaku
- Jun Fubuki - Kazuko
- Sansei Shiomi - Nobuhiko
- Kazuma Sano - Naoki
- Riko Narumi - Sakura
- Takayuki Yamada - Satoshi
- Haruka Igawa - Dr. Kondo
- Satoru Matsuo
- Ryohei Abe
- Meikyo Yamada
- Yuko Gendaku
- Shion Sato
- Michiko Iwahashi

### Staff
- Supervisore: Tomoyuki Takimoto
- Musiche: Hibiki Inamoto
- Produzione: TBS
- Distribuzione: Toho